# Sexuellt utnyttjande av underårig
Sexuellt utnyttjande av underårig var ett brott enligt svensk lag. Brottet definierades 6 kapitlet 4 § av brottsbalken som att gärningsmannen har sexuellt umgänge med den som är under arton år och som är avkomling till eller står under fostran av honom eller henne eller för vars vård eller tillsyn han eller hon har att svara på grund av en myndighets beslut. Brottet kunde också begås genom att ha sexuellt umgänge med barn under femton år. Straffskalan var fängelse i högst fyra år, för grovt brott två till åtta år. År 2005 ersattes brottet av våldtäkt mot barn, sexuellt utnyttjande av barn och sexuellt övergrepp mot barn.